# تايلر أوقست
تايلر أوقست (بالإنجليزية: Tyler August)‏ هو سياسي أمريكي، ولد في 26 يناير 1983 في مقاطعة والورث في الولايات المتحدة. حزبياً، نشط في الحزب الجمهوري. وقد انتخب عضو جمعية ولاية ويسكونسن.